# Hedyotis macrostegia
Hedyotis macrostegia är en måreväxtart som beskrevs av Otto Stapf. Hedyotis macrostegia ingår i släktet Hedyotis och familjen måreväxter. Inga underarter finns listade i Catalogue of Life.